# 塔泥乡
塔泥乡，是中华人民共和国湖南省湘西土家族苗族自治州龙山县下辖的一个乡镇级行政单位。

## 行政区划
塔泥乡下辖以下地区：
汝池村、塔泥村、铅厂村、田家村、王家村、哪咱村、舍竹村和尧场村。